# Большая маленькая Я
«Большая маленькая Я» (фр. L'Âge de raison) — фильм французского режиссёра Яна Самюэля 2010 года. В переводе с французского название фильма означает «Возраст разумного суждения».

## Сюжет
Ныне успешная бизнес-леди Марго Флор когда-то была маленькой девочкой. Кем только ей не хотелось стать в будущем: поваром на свадьбах, исследователем Марса, святой и даже принцессой.
Но судьба распорядилась иначе: теперь она заключает договоры на миллионы евро, её жизнь расписана по минутам на полгода вперёд, и даже со своим возлюбленным, англичанином Малькольмом, она встречается не чаще раза в месяц, а свободное время проводит за скрапбукингом. И вот однажды пожилой нотариус Фернан Мериньяк приносит ей письмо от самой себя, которое начинается словами: «Дорогая Я, мне сейчас семь лет, и я пишу тебе это письмо, чтобы ты не забыла обещание, которое дала себе, и помнила, кем хочешь быть…»

## В ролях
- Софи Марсо: Маргарит
- Мартон Чокаш: Малькольм
- Мишель Дюшоссуа: Мериньяк
- Джонатан Заккаи: Филибер
- Эммануэль Грёнвольд: Де Лорка
- Джюльет Чаппи: Маргерит
- Тьерри Хансис: Матьё
- Ромео Лебер: Филибер в детстве
- Жаро Легранд: Матьё в детстве
- Алексис Михалик: Ассистент Маргарет
- Рафаэль Деведьян: Симон
- Дебора Марик: Мама Маргерит
- Эммануэль Лемире: Папа Маргерит
- Мирей Сегуре: Мадам Вермье